# Pierre Leproux
Pour les articles homonymes, voir Leproux.
Pierre Leproux est un acteur français né le 9 juin 1908 à Neuilly-sur-Seine et mort le 8 juin 1975 au sein de l'hôpital Lariboisière dans le 10e arrondissement de Paris. Il a incarné souvent à l'écran des rôles de second plan.

## Filmographie

### Cinéma
- 1943 : Le ciel est à vous de Jean Grémillon : Camille
- 1945 : Le Jugement dernier de René Chanas
- 1946 : L'Amour autour de la maison de Pierre de Hérain
- 1946 : Antoine et Antoinette de Jacques Becker : Marcel
- 1949 : Manèges d'Yves Allégret : non crédité
- 1950 : L'Étrange Madame X de Jean Grémillon : l'ébéniste
- 1951 : Casque d'Or de Jacques Becker : le gendarme du fourgon
- 1952 : Les Dents longues de Daniel Gélin : non crédité
- 1952 : Rue de l'Estrapade de Jacques Becker : l'automobiliste
- 1953 : L'Ennemi public numéro un d'Henri Verneuil : un gardien lors de la reconstitution
- 1953 : Quai des blondes de Paul Cadéac
- 1953 : Les Révoltés de Lomanach de Richard Pottier
- 1954 : Les Impures de Pierre Chevalier : le patron de l'hôtel
- 1954 : Nana de Christian-Jaque : non crédité
- 1956 : Le Salaire du péché de Denys de La Patellière : l'usurier
- 1957 : À pied, à cheval et en voiture de Maurice Delbez : M. Chartis, le concessionnaire automobile
- 1957 : Fernand clochard de Pierre Chevalier
- 1957 : Retour de manivelle de Denys de La Patellière : M. Bost, le créancier
- 1957 : Thérèse Étienne de Denys de La Patellière
- 1958 : Archimède le clochard de Gilles Grangier : un homme sandwich
- 1958 : Croquemitoufle de Claude Barma : le réceptionniste du Carlton
- 1958 : Les Grandes Familles de Denys de La Patellière : l'impresario
- 1959 : Le Déjeuner sur l'herbe de Jean Renoir : Bailly
- 1959 : Rue des prairies de Denys de La Patellière : M. Gildas, le patron du bistrot
- 1960 : Le Mouton de Pierre Chevalier : Gaston, le monsieur de la maison isolée
- 1962 : L'Aîné des Ferchaux de Jean-Pierre Melville : un administrateur
- 1963 : De marbre et d'éternité de Louis Soulanes (court-métrage) : uniquement la narration
- 1964 : La Chance et l'amour d'Eric Schlumberger : M. Bizet, dans le sketch : "Les fiancés de la chance"
- 1965 : Du rififi à Paname de Denys de La Patellière : l'inspecteur à Orly
- 1965 : La guerre est finie d'Alain Resnais : le fabricant de faux-papiers
- 1965 : La Seconde Vérité de Christian-Jaque : le juge d'instruction
- 1965 : La communale de Jean l'Hôte
- 1966 : Tendre Voyou de Jean Becker : Georges, le chauffeur
- 1967 : Caroline chérie de Denys de La Patellière : un ami de Berthier
- 1967 : Drôle de jeu de Pierre Kast : Sidoine
- 1967 : Les Jeunes Loups de Marcel Carné
- 1967 : Le Pacha de Georges Lautner : Druber, le gardien de chez Boucheron
- 1968 : Ho ! de Robert Enrico : Roger
- 1971 : La Cavale de Michel Mitrani
- 1972 : Il n'y a pas de fumée sans feu d'André Cayatte
- 1973 : L'Événement le plus important depuis que l'homme a marché sur la Lune de Jacques Demy
- 1973 : La Race des seigneurs de Pierre Granier-Deferre

### Télévision
- 1956 : Eugénie Grandet de Maurice Cazeneuve
- 1957 : En votre âme et conscience, épisode : L'Affaire Landru de Jean Prat
- 1958 : Les Cinq Dernières Minutes, épisode Réactions en chaîne de Claude Loursais : M. Beaugency
- 1958 : En votre âme et conscience :  L'Affaire Schwartzbard de Claude Barma
- 1959 : En votre âme et conscience :  L'Affaire Troppmann ou "les Ruines de Herrenfluh" de Claude Barma
- 1960 : Les Cinq Dernières Minutes, épisode Un poing final de Claude Loursais
- 1962 : L'inspecteur Leclerc enquête, épisode L'Affaire des Bons Enfants de Marcel Bluwal
- 1964 : Les Cinq Dernières Minutes, épisode Fenêtre sur jardin de Claude Loursais : Pierre Morestel
- 1965 : Les Jeunes Années de Joseph Drimal : M. Mazieux
- 1966 : En votre âme et conscience, épisode : La Mort de Sidonie Mertens de  Marcel Cravenne
- 1966 : En votre âme et conscience, épisode : Le Secret de la mort de monsieur Rémy de  Jean Bertho
- 1966 : En votre âme et conscience :  Pour l'honneur d'une fille de Claude Barma
- 1967 : Le Théâtre de la jeunesse : Le Secret de Wilhelm Storitz d'Éric Le Hung
- 1967 : En votre âme et conscience, épisode : L'Affaire Daurios ou le Vent du Sud de  Guy Lessertisseur
- 1968 : Les Enquêtes du commissaire Maigret, épisode Le Chien jaune de Claude Barma : Le Maire
- 1968 : Les Demoiselles de Suresnes, série de Pierre Goutas
- 1968 : La Maison des Autres (première version) de Bernard Clavel, réalisation de Jean Archimbaud
- 1971 : Les Enquêtes du commissaire Maigret, épisode Maigret à l'école de Claude Barma : Docteur Bresselles
- 1972 : Au théâtre ce soir : Histoire d'un détective de Sidney Kingsley, mise en scène Jean Meyer, réalisation Pierre Sabbagh, Théâtre Marigny
- 1972 : L'Homme qui revient de loin, feuilleton de Michel Wyn
- 1974 : Au théâtre ce soir : Il y a longtemps que je t'aime de Jacques Deval, mise en scène Raymond Gérôme, réalisation Georges Folgoas, Théâtre Marigny
- 1974 : Au théâtre ce soir : Pluie d'après Somerset Maugham, mise en scène René Clermont, réalisation Georges Folgoas, Théâtre Édouard VII
- 1974 : Le deuil sied à Électre (trilogie d'Eugène O'Neill), réalisation télévisée de Maurice Cazeneuve : Âmes Amos
- 1974 : La Folie des bêtes, feuilleton télévisé de Fernand Marzelle
- 1974 : Jean Pinot, médecin d'aujourd'hui de Michel Fermaud

## Théâtre
- 1931 : Pierre ou Jack... ? de Francis de Croisset, Théâtre de l'Athénée
- 1935 : Peer Gynt de Henrik Ibsen, Théâtre de la Porte-Saint-Martin
- 1947 : Le Juge de Malte de Denis Marion, mise en scène Maurice Cazeneuve, Théâtre Montparnasse
- 1948 : La Mort de Danton de Georg Büchner, mise en scène Jean Vilar, Festival d'Avignon
- 1948 : Le Voleur d'enfants de Jules Supervielle, mise en scène Raymond Rouleau, Théâtre de l'Œuvre
- 1952 : La Parodie d'Arthur Adamov, mise en scène Roger Blin, Théâtre Lancry
- 1952 : La Résurrection des corps de Loys Masson, mise en scène Michel Vitold, Théâtre de l'Œuvre
- 1953 : Les Invités du bon Dieu d'Armand Salacrou, mise en scène Yves Robert, Théâtre Saint-Georges
- 1953 : La Machine à écrire, pièce radiophonique d' Henri Soubeyran d'après la pièce de théâtre de Jean Cocteau : le récitant
- 1954 : Docteur Jekyll et mister Hyde de Frédéric Dard, mise en scène Robert Hossein, Théâtre du Grand-Guignol
- 1954 : Le Jeu de l'amour et du hasard de Marivaux, mise en scène René Barré, Théâtre des Célestins
- 1955 : Le Ping-pong d'Arthur Adamov, mise en scène Jacques Mauclair, Théâtre des Noctambules
- 1955 : Le Tableau d'Eugène Ionesco, mise en scène Robert Postec, Théâtre de la Huchette
- 1956 : Le Baladin du monde occidental de John Millington Synge, mise en scène René Dupuy, Théâtre Gramont
- 1957 : Le Pain blanc de Claude Spaak, mise en scène Yves Brainville, Théâtre du Vieux-Colombier
- 1960 : Le Repas des fauves de Vahé Katcha, mise en scène André Charpak, Théâtre de l'Alliance française
- 1960 : Knock ou le triomphe de la médecine de Jules Romains, mise en scène Henri Rollan, Théâtre Hébertot
- 1962 : L'Étoile devient rouge de Sean O'Casey, mise en scène Gabriel Garran, Théâtre de la Commune, Théâtre Récamier
- 1965 : Après la chute (After the Fall) d'Arthur Miller, mise en scène de Luchino Visconti, Théâtre du Gymnase
- 1968 : Notre petite ville de Thornton Wilder, mise en scène Raymond Rouleau, Théâtre Hébe
- 1969 : Tartuffe de Molière, mise en scène Bernard Jenny, Théâtre du Vieux-Colombier
- 1969 : Guerre et paix au café Sneffle de Rémo Forlani, mise en scène Georges Vitaly, Théâtre La Bruyère
- 1972 : Histoire d'un détective de Sidney Kingsley, mise en scène Jean Meyer, Théâtre des Célestins
- 1973 : Vol au-dessus d'un nid de coucou de Dale Wasserman, mise en scène Pierre Mondy, Théâtre Antoine
- 1974 : Coriolan de William Shakespeare, mise en scène Jean Meyer, Festival de Lyon

## Doublage
Films
- 1951 : Le Chevalier du stade : Wally Denny (Sonny Chorre)
- 1956 : La Fureur de vivre : Ray Fremick (Edward Platt)
- 1959 : Au risque de se perdre : Docteur Goovaerts (Lionel Jeffries)

Séries télévisées
- Ma sorcière bien-aimée : Maurice (Maurice Evans)